# San Agustín Yatareni
San Agustín Yatareni è un comune del Messico, situato nello stato di Oaxaca.